# Street Dogs
Street Dogs és un grup estatunidenc de punk rock de Boston format l'any 2002 per l'antic cantant de Dropkick Murphys Mike McColgan. Es va dissoldre a principis del 2020 després de 17 anys d'activitat, però es va tornar a reunir el 2024.

## Història
El 1997 McColgan va deixar Dropkick Murphys «per a perseguir el somni de tota la vida de convertir-se en bomber». El 2002, però, va adonar-se que ja no podia mantenir-se allunyat de la música i va formar Street Dogs. El grup primer va gravar una maqueta amb set cançons, amb McColgan i el seu antic company de Dropkick Murphys Jeff Erna a la bateria, Rob Guidotti a la guitarra i Bill Close al baix, i van signar amb CrossCheck Records el 2003, ja amb Michelle Paulhus al baix. Quan van començar a gravar el seu primer àlbum van tornar a tenir un nou baix, Johnny Rioux. Savin Hill, que va ser produït per l'antic membre de Mighty Mighty Bosstones Nate Albert i va comptar amb les col·laboracions d' Al Barr i Ken Casey de Dropkick Murphys, va donar lloc a una gira amb Flogging Molly.
Street Dogs va experimentar un canvi complet el 2004 quan McColgan es va retirar de bomber per a gravar i promocionar el seu segon àlbum Back to the World. El grup va incorporar a Marcus Hollar a la guitarra solista i va ampliar la gamma del seu so amb la incorporació del guitarrista rítmic Tobe Bean III. El lloc de la bateria el va ocupar Joe Sirois dels Mighty Mighty Bosstones. El seu segon llançament, Back to the World, va obrir-los les portes a girar amb Social Distortion, Tiger Army, Bad Religion, Millencolin (a Europa), The Bouncing Souls (EUA i Japó) i The Briefs. Street Dogs també va participar al Warped Tour l'estiu del 2005 i es va embarcar en les seves primeres gires com a cap de cartell als EUA i Europa.
El 2006 va telonejar grups com Rancid, The Adolescents i The Bouncing Souls. El mateix any va publicar el seu tercer àlbum, Fading American Dream. El febrer de 2008 es va saber que els Street Dogs havien signar amb Hellcat Records, i el seu quart àlbum, State of Grace, es va publicar el 8 de juliol de 2008. Va publicar el seu cinquè àlbum, Street Dogs, el 31 d'agost de 2010.
El 21 de febrer de 2011, el grup va actuar en un concert acústic amb Tom Morello, Tim McIlrath, Wayne Kramer i Ike Reilly a Madison, en suport de la campanya contra la reforma pressupostària del governador Scott Walker. El març de 2011, Street Dogs va anunciar una gira de cinc setmanes amb motiu del Warped Tour 2011, del 24 de juny al 30 de juliol. Aquesta va ser la seva tercera participació al festival, després de les del 2005 i 2008. Després del Warped Tour, el grup va planejar una gira de festivals europeus a l'agost, i després a Austràlia i Japó a l'octubre.
Els membres Mike McColgan, Johnny Rioux i Pete Sosa van iniciar un projecte paral·lel anomenat FM359 amb l'antic guitarrista de Dropkick Murphys Rick Barton, Hugh Morrison i Halston Luna. El grup, que fa música americana, va publicar el seu àlbum de debut Truth, Love and Liberty el gener de 2014. A l'abril, amb motiu del Record Store Day de 2014, Street Dogs publicar un EP compartit amb Noi!se.
El 22 de juny de 2018, el grup va publicar el seu sisè àlbum, el primer en vuit anys, Stand for Something or Die for Nothing. McColgan va declarar que «el caos d'Amèrica és un motiu per escriure cançons el 2018. La classe treballadora ha d'unir-se a través de tots els colors, credos, nacionalitats i gèneres, i adonar-se que els venedors de serps i els autòcrates ens enfronten els uns als altres».
El 13 de febrer de 2020, a través de la pàgina Facebook del grup, McColgan i Rioux van anunciar que el grup es separava després de 17 anys junts. S'esperava que l'última ronda d'espectacles inclogués una petita gira pel dia de Sant Patrici amb Flogging Molly i Mad Caddies, així com dos concerts principals, un a Long Beach el 16 de març i un altre a la seva ciutat natal. No obstant això, el 12 de març Street Dogs va anunciar la cancel·lació del concert de Long Beach juntament amb la cancel·lació de Flogging Molly de la seva gira a causa de la pandèmia de COVID-19. El 17 de juliol de 2024, el grup va reemplaçar Sick of It All com a teloners de NOFX a Massachusetts, la primera vegada que Street Dogs tocava des del 2020.

## Discografia

### Àlbums
- Savin Hill (2003)
- Back to the World (2005)
- Fading American Dream (2006)
- State of Grace (2008)
- Street Dogs (2010)
- Stand for Something or Die for Nothing (2018)[14]

### EP
- Demo (2002)
- Round One (compartit amb The Dents) (2004)
- Tale of Mass Deception (2004)
- Crooked Drunken Sons (2013)
- Rustbelt Nation (2013)
- Street Dogs / Noi!se (compartit amb Noi!se) (2014)